# Mauretánie (království)
Mauretánie (latinsky Mauritania) byla starověká země berberských království na severozápadě Afriky. Sahala od pobřeží Atlantského oceánu na západě až k řece Amsaga, oddělující ji od Numidie na východě. Na severu přiléhala ke Středozemnímu moři, zatímco na jihu ji ohraničovala pohoří Tell Atlas a Ríf.
Mauretánie tedy zahrnovala úrodné oblasti na severu dnešního Maroka a severozápadě Alžírska. Název země pochází ze jména jejích původních obyvatel, jimiž byli Maurové. Mauretánii vládli domorodí králové, kteří byli v úzkém kontaktu se sousední Numidií a později upadli do závislosti na Římu. 

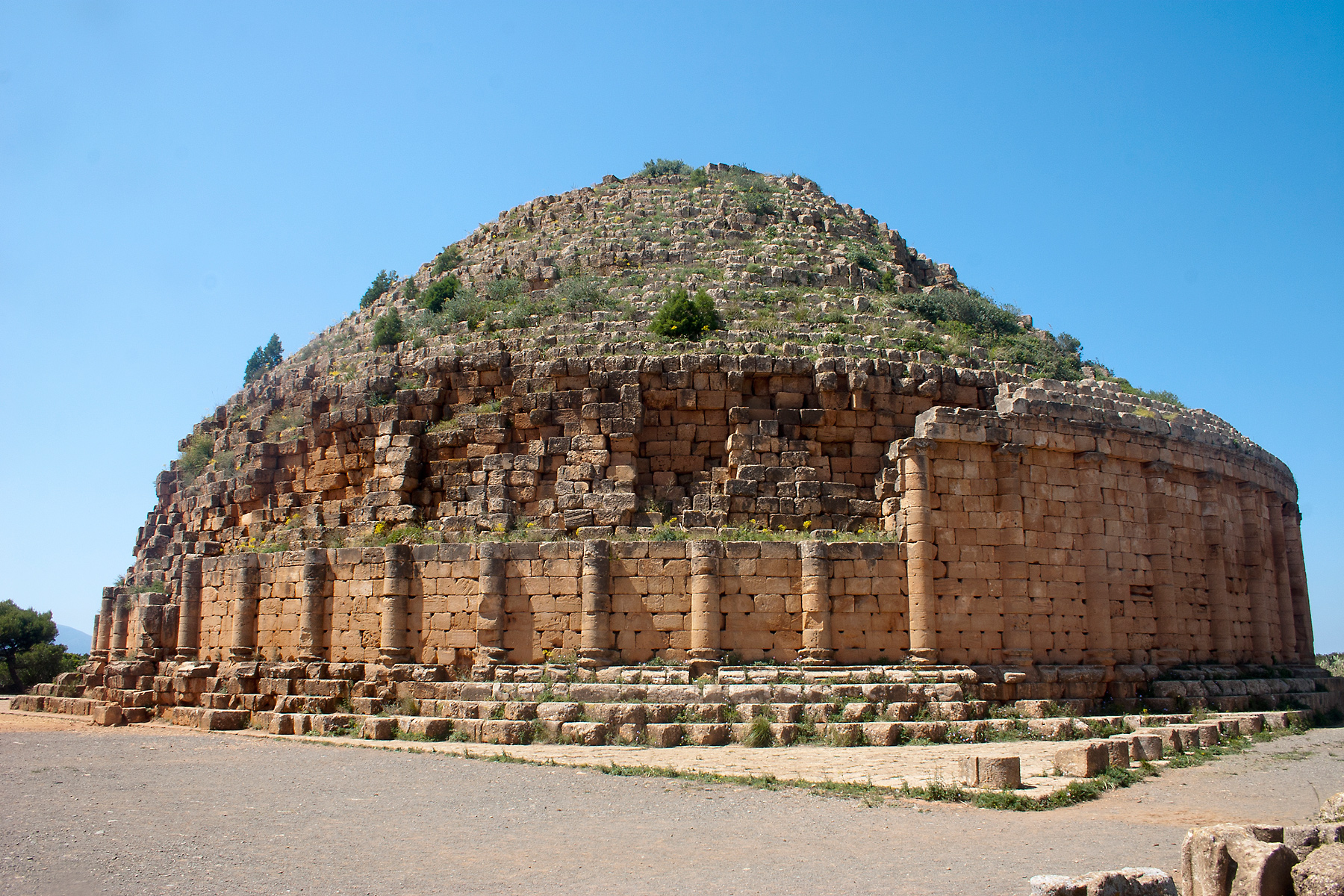
Hrobka Juby II., Tipasa v Alžírsku

Roku 25 př. n. l. císař Augustus potvrdil numidského krále Jubu II. (syna numidského krále Juby I.) za vládce Mauretánie. Ten se také na Augustovo přání oženil s Kleopatrou Seléné II. z dynastie Ptolemaiovců. Vznikla tak nová říše Mauretánie (podléhající Římu), která se stala jedním z nejbohatších klientelistických států Říma. Zhruba od poloviny 1. století tvořila součást římské říše. 
Posledního mauretánského krále Ptolemaia nechal popravit císař Caligula a Mauretánie byla anektována římskou říší. Později roku 44 n. l. byla rozdělena do dvou provincií: Mauretanie Tingitany na západě a Mauretanie Caesariensis na východě.
Od 5. do 6. století se zde nacházelo křesťanské Království Maurů a Římanů (latinsky Regnum Maurorum et Romanorum), které bylo jedním z nástupnických států zaniklé Západořímské říše.

## Seznam panovníků Mauretánie

### Domorodí králové
- titán Atlás – 6. stol. př. n. l., mytický (fiktivní) král Mauretánie, postava z řecké mytologie
- Bagas – kolem 225 př. n. l.
- Bocchus I. – kolem 110– cca 80 př. n. l.
- Mastanesosus – kolem 80–49 př. n. l.
- Bocchus II. – 49 – kolem 33 př. n. l., spoluvládl s Bogudem
  - Bogud – 49 – kolem 38 př. n. l., spoluvládce Bocchuse II.

### Numidsko-ptolemaiovská dynastie
- Juba II. – 25 př. n. l.–23 n. l., syn numidského krále Juby I. a klientelistický král Říma
  - Kleopatra Seléné II.  – 25 př. n. l. – 5 n. l., spoluvladařka po boku Juby II., dcera egyptské královny Kleopatry VII. a Marca Antonia
- Ptolemaios – 20–40 n. l., poslední král Mauretánie, z počátku spoluvládce Juby II., popraven císařem Caligulou

portréty panovníků Mauretánie:
Bocchus I.
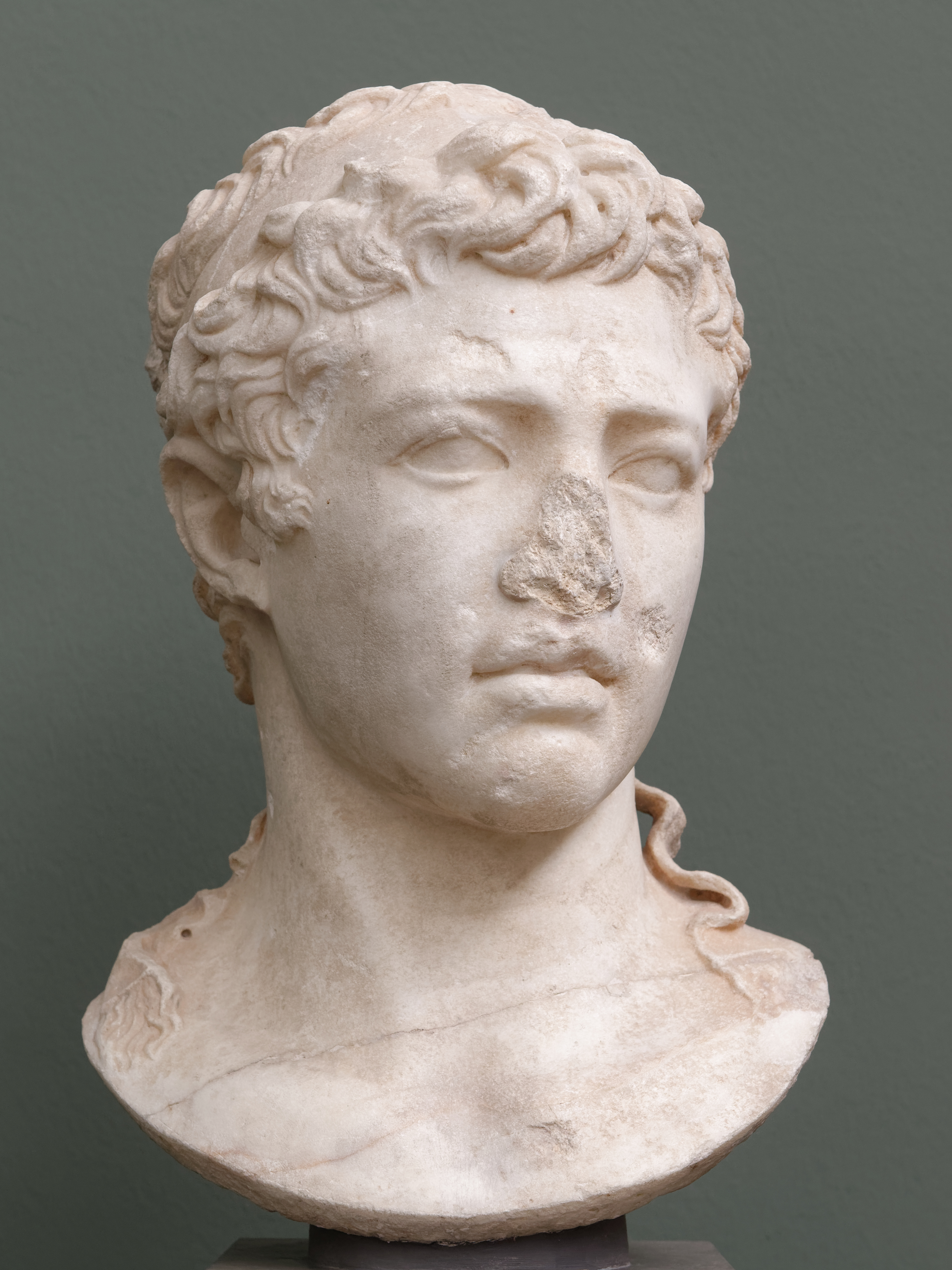
Juba II.
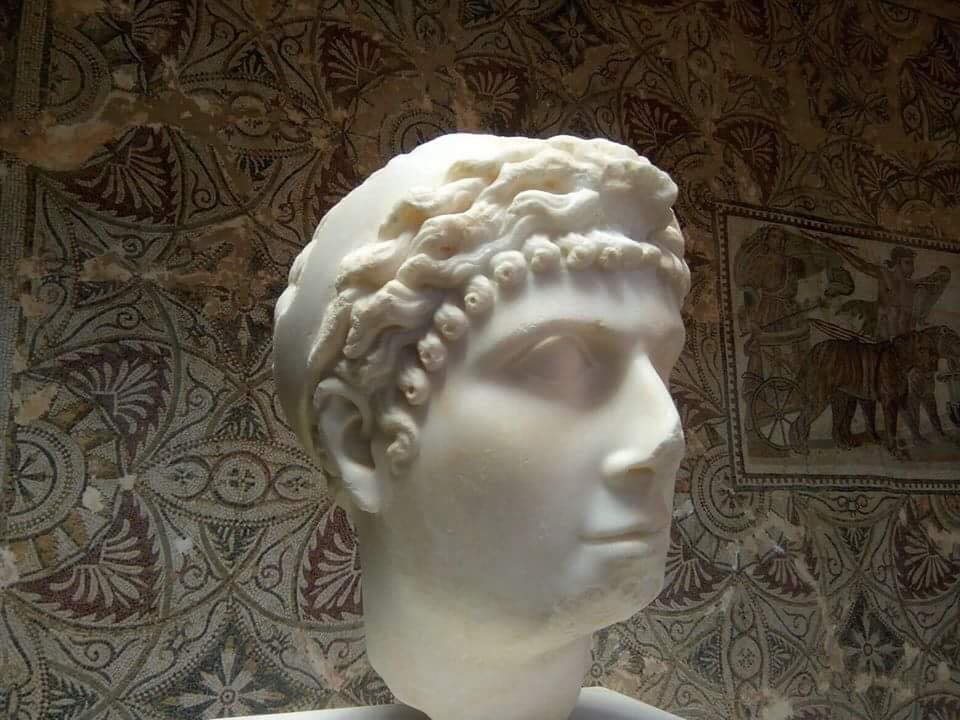
Kleopatra Seléné II.
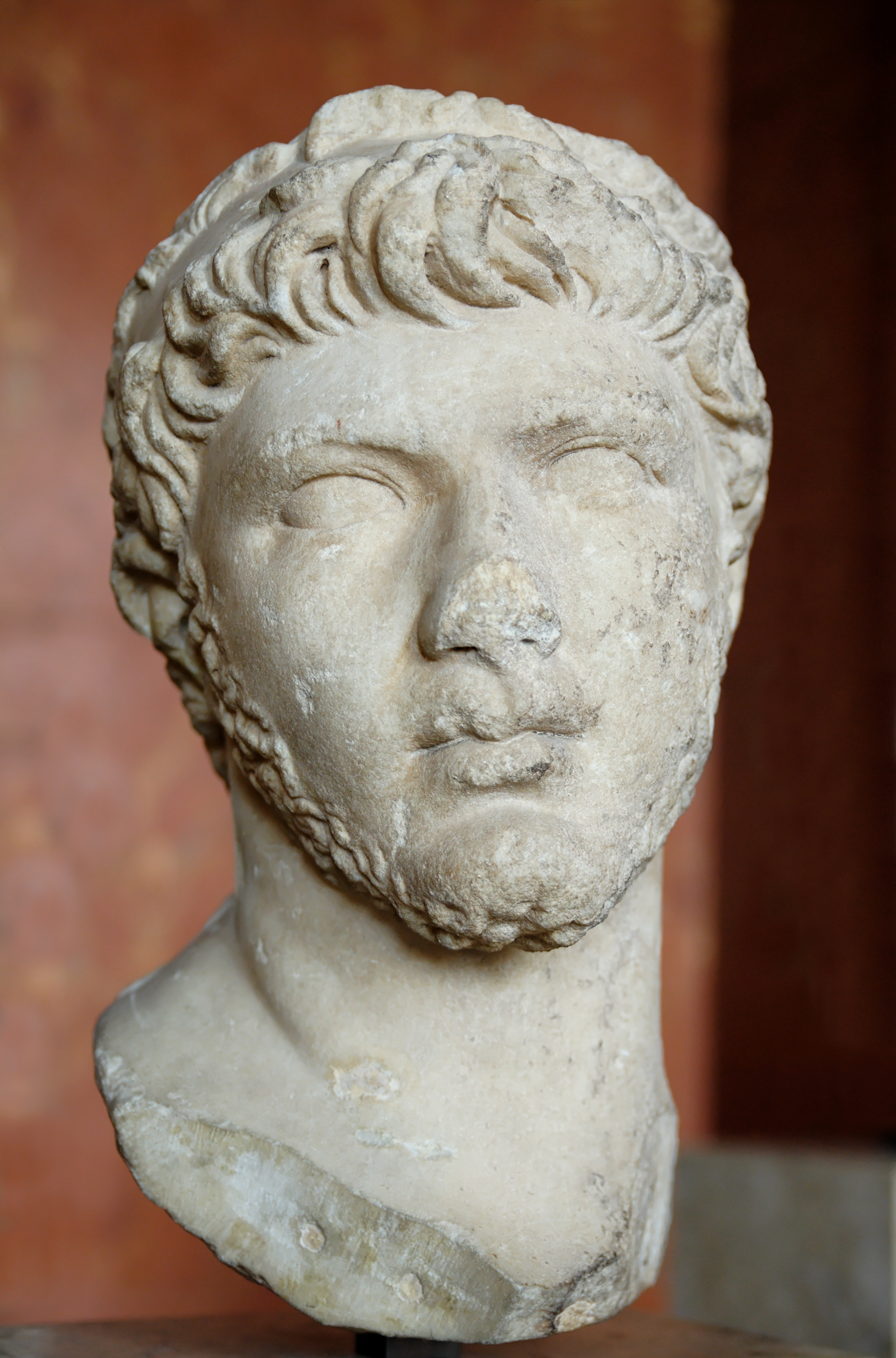
Ptolemaios